# Жуків острів (заказник)
Жуків острів — ландшафтний заказник місцевого значення. Об'єкт розташований на території Голосіївського району Києва, о. Жуків, південь Голосіївського району.
Площа — 361 га, статус отриманий у 1999 році.

## Історія створення
Ландшафтний заказник місцевого значення «Жуків острів» створено рішенням Київської міської ради від 02.12.1999 р. № 147/649 на площі 1794,6 га. Проте у 2007 році Київрада спочатку зменшила площу заказника з 1630 до 196 гектарів, а потім передала в приватну власність 67,21 гектара землі під будівництво житла, а 7,48 гектара в довгострокову оренду. Суд зрештою призупинив дію всіх рішень Київради. Це надало можливості прокурорам підготувати позови по окремих ділянках в межах заказників. До цього часу переважну більшість ділянок повернули до складу заказника в судовому порядку.
Зараз режим заказника поширюється на площу 265,0 га — квартали № 30-33 Голосіївського лісництва.

## Опис
Північна межа заказника проходить по північному краю острова Жуків (на рівні будинків № 92-94 по вулиці Набережно-Корчуватській). Західна межа проведена по р. Коник до селища Віта-Литовська, далі перетинає р. Віта і йде на південь вже поза островом по межі лісу, та численних ділянок установ відпочинку. Далі заказник обмежується правим берегом оз. Конча (за винятком території існуючого тут іншого ландшафтного заказника). На півдні заказник межує з Києвом. На сході його межі проходять по Дніпру вздовж островів Ольжин і Козачий і далі до північного краю острова Жуків.

## Рослинний і тваринний світ
Найбільші площі в заказнику займають луки. Остепнені луки з домінуванням тонконогу вузьколистого займають підвищені піщані місця. У складі цих лук місцями значну участь мають деревій звичайний, гадючник звичайний, перстач неблискучий, заяча капуста їдкий та шестирядний, костриця червона. Звичайними видами тут є також підмаренник справжній, вероніка польова, подорожник ланцетний, гвоздика Борбаша.
Справжні луки представлені переважно угрупованнями костриць лучної та червоної, тонконогу лучного, мітлиці велетенської. В травостої значна домішка грястиці збірної, лисохвосту лучного. Різнотрав'я представлене такими лучними видами, як волошка лучна, чина лучна, дзвінець великий, кілька видів конюшини, лядвенець український, цибуля гранчаста, коронарія зозуляча (зозулин цвіт), суховершки звичайні, горошок мишачий, подорожник ланцетолистий, чихавка хрящувата. По більш зволожених ділянках зростає цінна лікарська рослина валеріана висока.
Болотисті луки представлені переважно угрупованнями осоки гострої та лепешняку великого. Звичайним тут є гадючник в'язолистий, щавель кінський, хвощ річковий, плакун верболистий, чина болотна.
Болота займають невелику площу, тут переважають угруповання осок гострої та лисячої, відмічена значна популяція вовчого тіла болотного (знаходиться тут на південній межі свого суцільного поширення). Зустрічаються також і півники болотні, сусак зонтичний, лепешняк великий.
Серед лісової рослинності переважають заплавні діброви. На найвищих рівнях заплави збереглися розріджені вікові діброви з незначною домішкою тополі чорної і в'язу гладкого (дубові рідколісся). В підліску тут зростають бруслина європейська, свидина, крушина. Звичайними є конвалія травнева, ранник вузлуватий, хвилівник звичайний, дзвоники персиколисті, на галявинах — суниця. На порушених ділянках ростуть кропива і розрив-трава дрібноквіткова. Є культури дуба. На більш вологих ділянках зустрічаються також в'язово-тополеві угруповання. Перший ярус в них утворює тополя чорна (окремі дерева досягають висоти 30 м), другий — в'яз гладенький, підлісок формують свидина, крушина та пухироплідник калинолистий.
Водна рослинність острова представлена угрупованням водяного різака алоєвидного, елодеї канадської. Виявлені тут і угруповання водяного горіха плаваючого, сальвінії плаваючої, латаття білого, глечиків жовтих, занесені до Зеленої книги України. Прибережно-водна рослинність представлена лепешняком великим; фрагментарно — куги озерної, рогозів вузьколистого та широколистого.
У заказнику збереглися рідкісні види рослин, занесені до Червоної книги України: водяний горіх плаваючий та сальвінія плаваюча, а з видів, що охороняються на території Києва і його околиць, — півники сибірські, латаття біле, латаття сніжно-біле.
Тваринний світ — єнотовидний собака, тхір звичайний, видра річкова, полівка водяна, ондатра та миша мала. На території заказника виявлені також кріт, мідиця звичайна, заєць сірий, вивірка звичайна, лисиця звичайна та дика свиня.
Звичайними є крижень, чирок-тріскунок, погонич, водяний пастушок, водяна курочка. Рідше трапляються червоноголова чернь та лиска, є чаплі, очеретянки, ремез та вівсянка очеретяна.
На заплавних луках звичайними видами є жовта плиска, чекан лучний, жайворонок польовий, трапляється деркач та чайка, зрідка зустрічається перевізник.
За даними Д. Давидова 2024 року на зимівлі в заказнику виявлені лебідь-шипун, крижень звичайний, мартин жовтоногий, канюк звичайний, дятел середній, дятел звичайний, жовна сива, жовна чорна, сапсан, сорокопуд сірий, сойка, сорока, крук, гаїчка болотна, блакитна синиця, синиця велика, синиця довгохвоста, золотомушка жовточуба, повзик, підкоришик, волове очко, дрізд-омелюх, дрізд чорний, омелюх, снігур звичайний, щиглик, чиж лісовий, вівсянка звичайна.
Понад 25 видів риб мешкає у заплавних водоймах: щука, судак, лящ, плітка, плоскирка, краснопірка, карась золотий та срібний, окунь, йорж, пічкур, верховодка, бичок-бабка. В невеликій кількості трапляються в'язь, головень, білизна, синець, клепець, чехоня, сом, минь, зрідка — стерлядь, підуст та носар.
Загалом в межах острова мешкають такі види тварин, занесені до Червоної книги України: дозорець-імператор, махаон, йорж-носар, видра річкова, кулик-сорока, крячок малий, орлан-білохвіст. Тут також зустрічаються види, які охороняються згідно Додаткам до Бернської конвенції: боривітер звичайний, деркач, набережник, крячок чорний та бобер річковий.